# Миссия Ренсимена
Миссия Ренсимена — неофициальная миссия во главе с лордом Ренсименом, направленная английским правительством в Чехословакию во время Первого Судетского кризиса.

## Цель миссии и её достижение
Целью миссии, продолжавшейся с 3 августа по 16 сентября 1938 года, было посредничество во время переговоров между правительством Чехословакии и судетско-немецкой партией, основанной К. Генлейном и сотрудничавшей с Гитлером, которая предъявила к правительству претензии, чреватые тяжёлыми международными последствиями.
Следуя политике «умиротворения», Ренсимен встал в ходе посредничества на сторону нацистов и поддержал требование генлейновцев об автономии Судетской области. Оказав давление на правительство Чехословакии, 7 сентября 1938 года Ренсимен вынудил Прагу принять план создания на территории Чехословакии немецких и венгерских автономных районов. Данная мера привела к серьёзному нарушению целостности Чехословакии.

## Доклад правительству
По возвращении в Великобританию лорд Ренсимен в своём докладе главе английского правительства Н. Чемберлену продолжал настаивать на передаче Судет Германии. Симпатии и антипатии докладчика в отношении чехов и немцев были очерчены резко и бескомпромиссно:

Большое число чешских чиновников и полицейских, которые плохо говорят на немецком или совсем его не знают, были назначены в чисто немецкие районы. Чешским сельскохозяйственным колонистам предложили селиться на конфискованных в ходе земельной реформы землях, расположенных посреди заселённых немцами территорий. Для детей этих чешских захватчиков в большом количестве были построены чешские школы. Есть общее мнение, что чешским подрядчикам оказывается преимущество при размещении государственных заказов, и что государство с большей готовностью предоставляет работу и помощь чехам, нежели немцам. Я считаю эти жалобы в основном оправданными. Даже в период своей миссии, я не нашёл со стороны чехословацкого правительства готовности устранить эти претензии в достаточном объёме.Оригинальный текст (англ.)
Czech officials and Czech police, speaking little or no German, were appointed in large numbers to purely German districts; Czech agricultural colonists were encouraged to settle on land confiscated under the Land Reform in the middle of German populations; for the children of these Czech invaders Czech schools were built on a large scale; there is a very general belief that Czech firms were favoured as against German firms in the allocation of State contracts and that the State provided work and relief for Czechs more readily than for Germans. I believe these complaints to be in the main justified. Even as late as the time of my Mission, I could find no readiness on the part of the Czechoslovak Government to remedy them on anything like an adequate scale— Alfred de Zayas. Anglo-American Responsibility for the Expulsion of the Germans, 1944–48
а в своих окончательных выводах Ренсимен положительно оценил то, что он назвал «подъёмом нацистской Германии» и недвусмысленно призвал английское правительство сделать выбор в пользу последующего захвата Гитлером Судетской области:

…на протяжении трёх-четырёх лет единственным чувством, которое испытывали судетские немцы, была безысходность. Но подъём нацистской Германии дал им новую надежду. Я считаю, что их обращение за помощью к своим кровным соседям, и их возможное желание присоединиться к рейху отражает естественное развитие ситуации в данных обстоятельствах.
Оригинальный текст (англ.)…the feeling among the Sudeten Germans until about three or four years ago was one of hopelessness. But the rise of Nazi Germany gave them new hope. I regard their turning for help towards their kinsmen and their eventual desire to join the Reich as a natural development in the circumstances.— Alfred de Zayas. Op. cit.
В истории миссия Ренсимена рассматривается как одно из звеньев политики «умиротворения» агрессора, проводившейся в это время Англией и Францией, которая создала предпосылки Мюнхенского сговора 1938 года и в конечном счёте позволила блоку фашистских государств развязать Вторую мировую войну 1939–45 годов.